# الإجهاض في اليونان
تم تقنين الإجهاض في اليونان بشكل كامل منذ عام 1986, عندما تم تمرير القانون 1609/1986 حيز التنفيذ اعتبارًا من 3 يوليو 1986. يمكن إجراء عمليات الإجهاض عند الطلب في المستشفيات للنساء اللواتي لم يتجاوز حملهن اثني عشر أسبوعًا. في حالة الاغتصاب أو زنا المحارم, يمكن أن يحدث الإجهاض في وقت متأخر قد يصل إلى تسعة عشر أسبوعًا, وحتى أربعة وعشرين أسبوعًا في حالة تشوهات الجنين. في حالة وجود خطر لا مفر منه على حياة المرأة الحامل أو خطر حدوث أضرار جسيمة ومستمرة لصحتها الجسدية أو العقلية, يكون إنهاء الحمل قانونيًا في أي وقت قبل الولادة. يجب أن تحصل الفتيات دون سن 18 عامًا على إذن كتابي من أحد الوالدين أو الوصي قبل السماح لهن بالإجهاض.
اعتبارًا من 2007, كان معدل الإجهاض 7.2 حالة إجهاض لكل 1,000 امرأة تتراوح أعمارهن بين 15 و 44 سنة.